# 페라리 512 BB

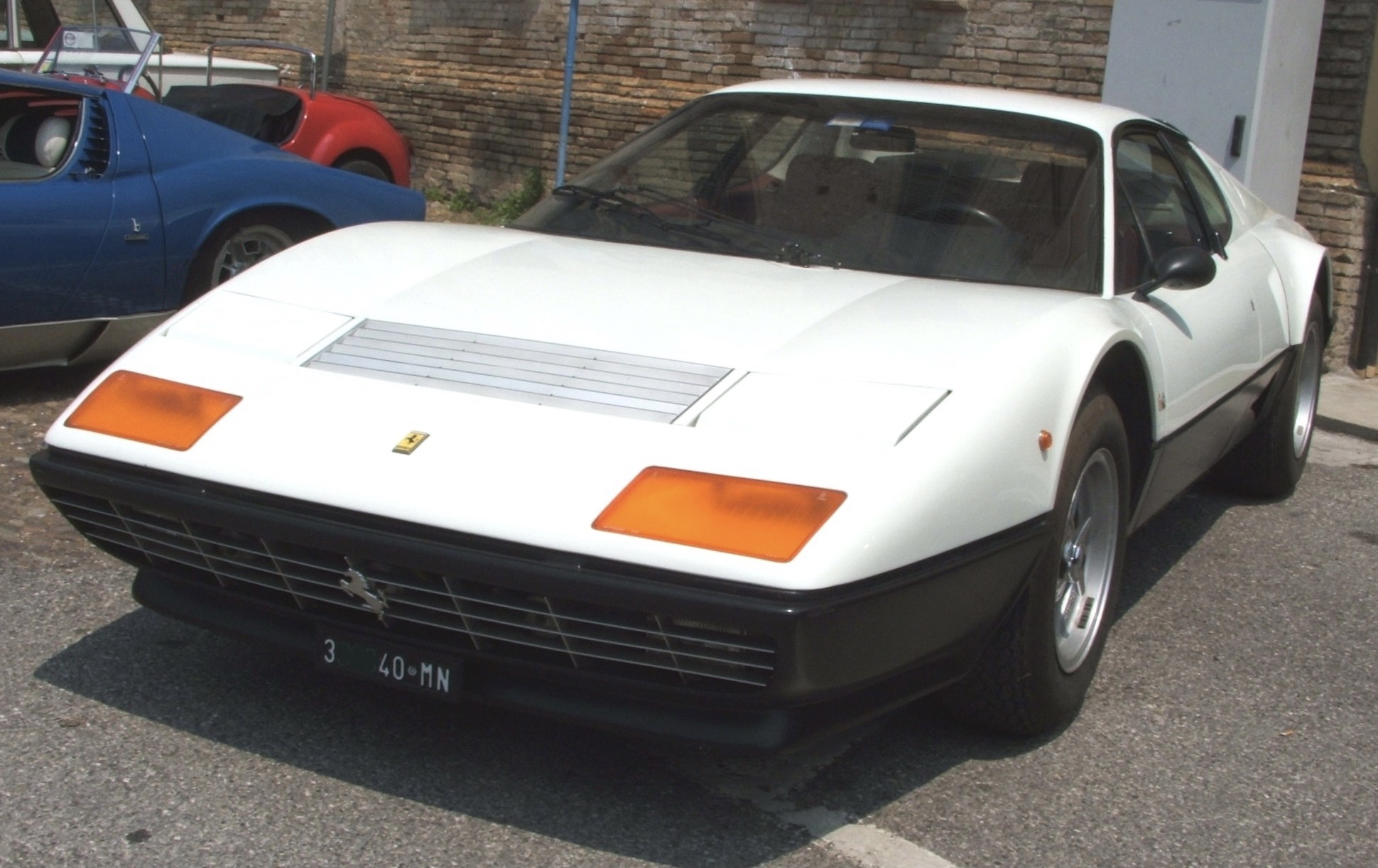
페라리 512 BB 정측면

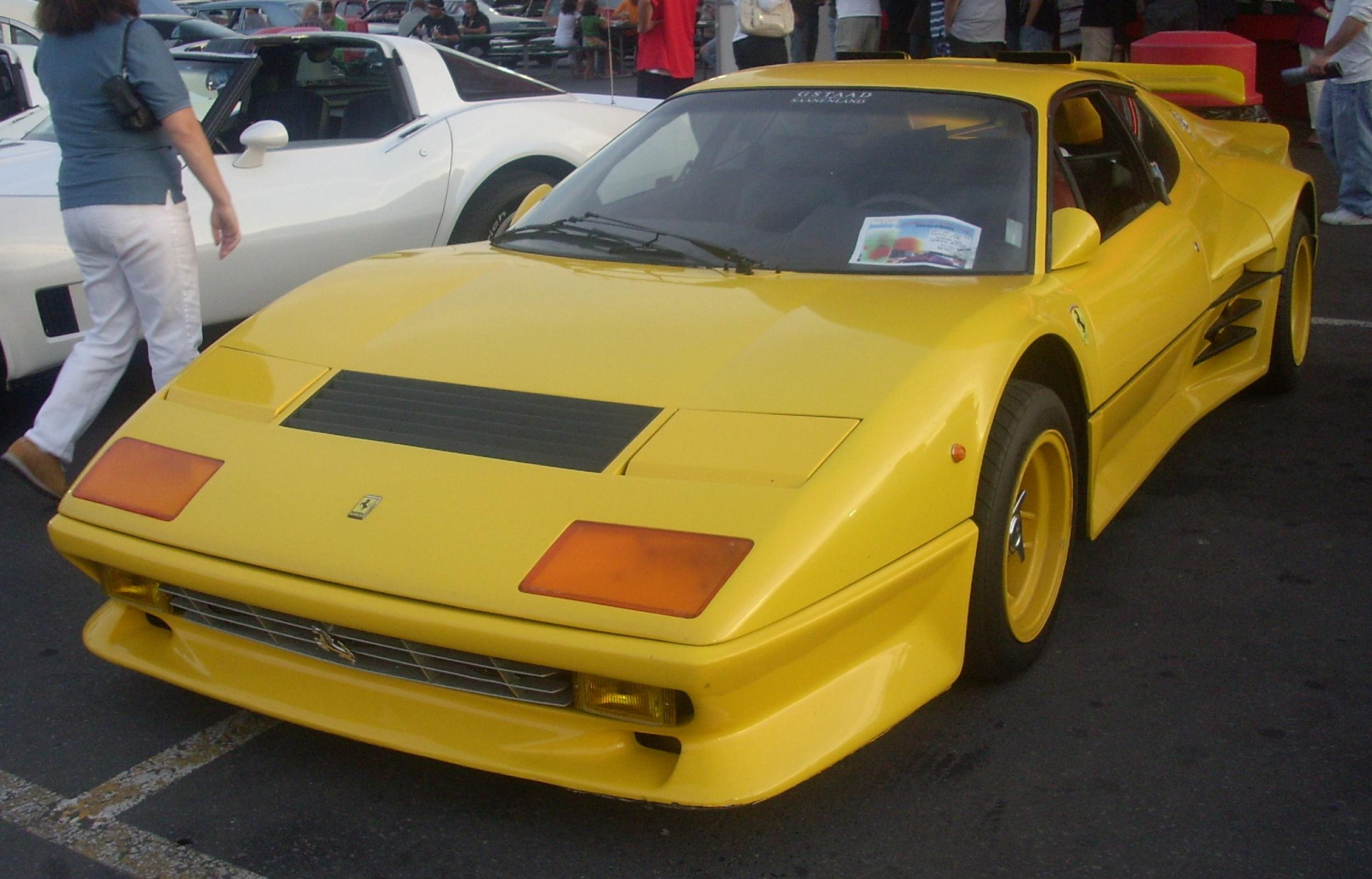
페라리 512 BBi 정측면

페라리 512 BB(Ferrari 512 BB)는 페라리가 만든 스포츠카이다. 365 GT4 BB 시절부터 람보르기니 쿤타치와 함께 공도 세계 최고 속도의 칭호를 경쟁하는 관계에 있었지만, 배기 가스 규제는 이런 슈퍼카에게 있어 심각한 문제가 되었다. 그 대책으로 365 GT4 BB의 배기량을 약 600cc 높인 V12 4,942cc 엔진이 적용된 마이너 체인지 차종으로 선보인 것이 512 BB이다. 또한 많이 사용되던 섬유 강화 플라스틱과 마그네슘 대신 비용 절감을 위하여 스틸이나 알루미늄으로 대체하여 120kg 가까이 무거워졌다. 기존까지 페라리의 관습으로서 1기통당 배기량을 차명으로 사용하고 있었으나, 512 BB는 배기량 5,000cc에 실린더 12개를 의미한다. BB와는 베를리네타 복서의 약어로, 수평 대향 엔진을 의미한다. 그러나 실제로는 수평 대향 엔진이 아니라 180도의 뱅크 각을 가진 V12 엔진이다. 929대가 생산되었다. 1981년에 보쉬 K 제트로닉 인젝션을 탑재한 512 BBi로 거듭나 배기 가스 규제에 대한 대응이 유리하게 되었고, 시동성 등의 점에서 다루기 쉽게 되었다. 토크는 46.0kgm/4,200rpm을 발휘하였으나, 출력은 340hp/6,000rpm으로 떨어졌다. 1007대가 생산되었다. 1984년에 후속 차종인 페라리 테스타로사가 선보여 단종되었다.